# Mezerový spoj

Mezerové spoje mezi membránami dvou sousedních buněk - schéma stavby

Bližší pohled na strukturu mezerového spoje

Mezerový spoj (angl. gap junction), též vodivý spoj či nexus, je typ mezibuněčného spojení, který mezi sousedními buňkami vytváří jakési póry, jimiž jsou spojeny cytoplazmy. Umožňuje výměnu některých látek mezi buňkami. Mezerové spoje se vyvinuly u prvních mnohobuněčných živočichů a jsou jejich evoluční novinkou. Z proteinového hlediska jsou u bezobratlých tvořeny pannexiny (též „innexiny“), zatímco u strunatců je tvoří zcela nepříbuzné konexiny a pannexiny u nich mají méně významnou roli.
Jedná se o obdobu rostlinných plazmodezmat.

## Struktura

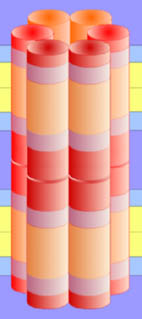
Konexon

Základem mezerového spoje jsou u savců proteinové komplexy nazývané konexony, které se v tomto druhu spojů vyskytují v hexamerech. V jedné z membrán je šest konexinů tvořících konexon, které se vzájemně napojí na stejný útvar šesti konexinů v druhé membráně. Mezi konexiny je prázdný prostor, jímž mohou přecházet molekuly o velikosti menší než 1500 daltonů, tzn. v absolutních číslech méně než 1,2 nanometru.
Pór je uzavíratelný, reaguje na zvýšenou hladinu vápníku v cytoplazmě. Vápenaté ionty se vážou na kalmodulin a ten následně vazbou na konexon indukuje změnu prostorové konformace a ve výsledku uzavírá pór. Zvýšený obsah vápníku totiž znamená poplach (např. poškození membrány) a v takových případech je radno tento spoj rychle zavřít. Stejně tak však mezerový spoj zřejmě reaguje i na snížení pH v buňkách.

## Výskyt
Mezerové spoje se vyskytují téměř u všech typů buněk v lidském těle, s výjimkou několika terminálně diferenciovaných typů, jako jsou krvinky nebo rhabdomyocyty kosterní svaloviny. Zajímavou roli hrají mezerové spoje v nervové soustavě. Např. horizontální buňky lidské sítnice i některé interneurony v mozkové kůře či hipokampu jsou spojeny mezerovými spoji, které umožňují vodivé propojení pro elektrické signály, jež jsou pro funkci nervové soustavy zásadní. Tato mezibuněčná spojení se označují jako elektrické synapse a stojí v protipólu ke známějším chemickým synapsím. Elektrické synapse jsou ještě mnohem hojnější u některých bezobratlých živočichů.